# Mohamed Benayat
Mohamed Benayat est un réalisateur français né en 1944 en Algérie.

## Biographie
Mohamed Benayat a quitté l'Algérie pour la France à l'âge de 4 ans. Il a réalisé 5 longs métrages et produit deux d'entre eux.

## Filmographie
- 1974 : Nature morte (court métrage)
- 1974 : Le Masque d'une éclaircie
- 1975 : Barricades sauvages
- 1980 : Les Nouveaux Romantiques
- 1985 : L'Enfant des étoiles
- 1987 : Stallion (Arizona Stallion)

## Publication
- Fredy la rafale, ENAL, 1991